# Ніколас Родрігес (яхтсмен)
Ніколас Родрігес Гарсія-Паз (ісп. Nicolás Rodríguez García-Paz, нар. 30 квітня 1991) — іспанський яхтсмен, бронзовий призер Олімпійських ігор 2020 року.

## Виступи на Олімпіадах
| Олімпіада  | Дисципліна | Місце |
| ---------- | ---------- | ----- |
| Токіо 2020 | 470        | 3     |

## Зовнішні посилання
- Ніколас Родрігес [Архівовано 7 серпня 2021 у Wayback Machine.] на сайті World Sailing